# 日本の国会議員

衆議院会派別勢力図（2024年（令和6年）10月27日現在

参議院会派別勢力図（2022年（令和4年）8月3日現在）

日本の国会議員（にほんのこっかいぎいん）では、日本国憲法下における日本の立法府である国会（衆議院、参議院）の議員である衆議院議員（しゅうぎいんぎいん）および参議院議員（さんぎいんぎいん）について解説する。
現職の国会議員一覧については、「衆議院議員一覧」および「参議院議員一覧」参照。

## 概要
日本の国会は「全国民（いわゆる有権者）を代表する選挙された議員」（憲法第43条）である国会議員で構成されている。
日本の国会は衆議院（下院）と参議院（上院）から構成される二院制をとっており、衆議院と参議院では被選挙権や任期などが異なる。両議院の独立を確保するため、憲法第48条により、衆議院議員と参議院議員とを兼ねることができない。
- 衆議院議員
  - 任期は4年だが、衆議院が解散された場合には期間満了前に終了する（憲法第45条）。
  - 任期は総選挙の期日から起算するが、任期満了による総選挙が実際の任期満了の日より前に行われた場合は前任者の任期満了の日の翌日から起算する（公職選挙法第256条）。
  - 日本国民で満25歳以上の者は、被選挙権を有する。
- 参議院議員
  - 任期は6年で、3年ごとに半数を改選する（直前の選挙で対象にならなかった議員が次の選挙で対象になる）（憲法第46条）。解散はない。
  - 任期は前の通常選挙で選ばれた議員の任期満了の日の翌日から起算するが、通常選挙が前任者の任期満了の日の翌日より後に行われた場合は通常選挙の期日から起算する（公職選挙法第257条）[注釈 1]。
  - 日本国民で満30歳以上の者は、被選挙権を有する。
- 衆参両院共通
  - 日本国民で年齢満十八年以上の者は、衆議院議員及び参議院議員の選挙権を有する（公職選挙法第9条第1項、公職選挙法第10条第1項第1号）。
    - 2015年（平成27年）6月に改正公職選挙法が成立し選挙権年齢は20歳以上から18歳以上に引き下げられて18歳選挙権が認められるようになった[1]。
    - 2016年（平成28年）7月10日に投票が行われた第24回参議院議員通常選挙より実施された。

  - 議員定数については、公職選挙法により規定されている。

2009年（平成21年）8月30日に投票が行われた第45回衆議院議員総選挙が行われて以降、日本の国会議員は全員が昭和時代以降の生まれとなっている。なお、平成元年（1989年1月8日〜同年12月31日）生まれの大半が衆議院議員の被選挙権を得た2014年（平成26年）12月14日に実施された第47回衆議院議員総選挙以降は平成生まれの立候補者も出ているが、2021年（令和3年）10月31日の衆院選でようやく与野党共に平成生まれの国会議員が誕生した。

## 地位
選挙区選出議員も比例代表選出議員も日本国憲法第43条により、一部の地域、政党団体の代表ではなく、国民全体の代表と規定される。

## 身分の得喪

### 身分の取得
国会議員の身分は選挙による当選の効力の発生によって取得される（憲法第43条）。（このため、国会議員は国家公務員法2条3項9号の根拠による国家公務員特別職に該当する事になる）

### 身分の喪失
次の場合には国会議員の身分を失う。
1. 任期満了となったとき
2. 衆議院議員は、衆議院が解散されたとき（憲法第45条但書）
3. 国会開会中は院の許可、閉会中は議長の許可を得て辞職したとき（国会法第107条）
4. 一方の院の議員が他方の院の議員となったとき（憲法第48条、国会法第108条）
5. 他の公職選挙に立候補をしたとき（公職選挙法第90条）
6. 法律で定められた被選挙資格を喪失したとき（国会法第109条）
7. 比例代表選出議員は、合併決議をした場合を除いて選挙の時に所属していた政党等と比例区で戦った異なる政党等に所属することになったとき（国会法第99条の2）
8. 懲罰による除名処分を受けたとき（国会法第122条4号）
9. 選挙無効訴訟、当選無効訴訟の判決が確定したとき（公職選挙法第204条以下）
10. 資格争訟裁判で、議員就任後に議員資格を喪失したことが確定したとき（憲法第55条）

#### 議論
憲法審査会での任期に関する議論
- 主にコロナ禍を受けた議論として、2022年3月、衆議院の憲法審査会では緊急事態における国会議員の任期延長のための改憲の必要性を、緊急事態条項創設を公約とする自民党などが提起した[2][3][4]。

## 兼任の禁止

### 原則
国会議員はその本来の職務に専念すべきであると定められており、国会法第39条では原則として国又は地方公共団体の公務員との兼職の禁止が定められている。

### 例外
国会議員は以下の肩書きに限って兼務することができる。これらの共通点は国会議員職と同様、特別職であること（同じ特別職でも首長（都道府県知事、市町村長、東京都の区長）を兼職することは出来ない）。
- 内閣総理大臣[注釈 6]（国会法第39条）
- 国務大臣（国会法第39条）
- 内閣官房副長官（国会法第39条）
- 内閣総理大臣補佐官（国会法第39条）
- 副大臣（国会法第39条）
- 大臣政務官（国会法第39条）
- 大臣補佐官（国会法第39条）
- 両議院一致の議決に基づき、任期中内閣行政各部における各種の委員、顧問、参与その他これらに準ずる職[注釈 7]（国会法第39条）
- 特派大使（外務公務員法第8条）
- 政府代表（外務公務員法第8条）
- 全権委員（外務公務員法第8条）
- 政府代表又は全権委員の代理（外務公務員法第8条）
- 特派大使、政府代表又は全権委員の顧問及び随員（外務公務員法第8条）
- 日本学術会議会員（日本学術会議法第7条）
- 皇室会議議員[注釈 8]（皇室典範第28条第2項）
- 皇室会議予備議員[注釈 9]（皇室典範第30条第3項）
- 皇室経済会議議員[注釈 10]（皇室経済法第8条第1項）
- 皇室経済会議予備議員[注釈 10]（皇室経済法第11条第1項）
- 検察官適格審査会委員[注釈 10]（検察庁法第23条第4項）
- 選挙制度審議会特別委員[注釈 10]（選挙制度審議会設置法第5条）
- 地方制度調査会委員[注釈 10]（地方制度調査会設置法第6条）
- 国土審議会特別委員[注釈 10]（国土交通省設置法第10条）
- 日本ユネスコ国内委員会委員[注釈 10]（ユネスコ活動に関する法律第9条）
- 国土開発幹線自動車道建設会議委員[注釈 10]（国土開発幹線自動車道建設法第13条）

## 権能
国会法や議院規則により、国会議員には議院の活動に参加するための各種の権能が認められている。
1. 議案発議権（国会法第56条）・動議提出権（国会法第57条） - ただし予算、決算や条約等に関する発議権は内閣に専属
2. 質問権（国会法第74条以下）
3. 質疑権（衆議院規則第118条、参議院規則第108条）
4. 討論権（衆議院規則第118条、参議院規則第113条）
5. 表決権（国会法第57条）

## 特権
国会議員や国会議員の属する各議院の活動等を保障するため、憲法により国会議員には3つの特権が認められている。
不逮捕特権
両議院の議員は、法律の定める場合を除いては、国会の会期中逮捕されず、会期前に逮捕された議員は、その議院の要求があれば、会期中これを釈放しなければならない（憲法第50条）。各議院の議員は、院外における現行犯罪の場合を除いては、会期中その院の許諾がなければ逮捕されない（国会法第33条）。
免責特権
議院で行った演説、討論又は表決について、院外で責任を問われることはない（憲法第51条）。
歳費特権
両議院の議員は、法律の定めるところにより、国庫から相当額の歳費を受ける（憲法第49条）。歳費や手当については国会法や国会議員の歳費、旅費及び手当等に関する法律などに規定がある。
なお、その他の待遇として、
- 個人給与を国費で負担する公設秘書として、公設第一秘書、公設第二秘書、および国会議員政策担当秘書の3人を置くことが第132条により認められること
- 議員会館に事務室が与えられる（第132条の2）。
- JRが全線無料となる「鉄道乗車証（通称:JR無料パス）」が支給される[5]。新幹線・特急・グリーン車等の料金も含む。ただし、東北・北陸・北海道の各新幹線のグランクラスのみ特急料金・グランクラス料金について適用除外である（国会議員の歳費、旅費及び手当等に関する法律第10条）。
- 航空機は月4往復分無料（その場合、JR無料パスは支給されない）もしくは月3往復分無料（その場合、JR全線無料パスも支給される）の選択
- 家賃が安価な議員宿舎（選挙区が東京特別区外で議員会館に通勤出来ない人に限る）
- 競馬場、競輪場、競艇場の入場料が無料（競馬法施行規則、自転車競技法施行規則、モーターボート競走法施行規則）
- 身分証明としての議員記章贈呈（総選挙ごとに新しく製作されるため失職・辞職しても返還する義務はない）※2005年からはクールビズのため、議員身分証も出るようになった

などがある。
JR無料パスや航空運賃の無料分は、民間でいう通勤手当に相当するとの主張がある一方、選挙区に関係なく一律定額支給である点を挙げて異論もある。
なお、身分を喪失した際に返還すべき議員パスが返還されないまま使用され続けた結果、他人の名前を使って新幹線特急券・グリーン券をだまし取ったとして2022年に元参議院議員の山下八洲夫が逮捕される事件が起きている。
また、議員宿舎については、地方選出議員の通勤や有事における国会の緊急召集などの観点から存在意義を認めつつも、立地や設備等の面で世間の相場や社会通念に照らし合わせて著しく廉価である点について批判されることが多い。

## 義務
国会議員資産公開法に基づき、当選後に資産公開が義務付けられており、100日以内に所属議院の議長に対し、任期開始日時点の保有資産の報告書を提出しなければならない。対象は、土地・建物、預貯金、有価証券、ゴルフ会員権などである。

## 各種記録
- 最多当選回数議員　衆議院：尾崎行雄　25回、参議院：山東昭子　8回
- 最年長在職公選議員　衆議院：尾崎行雄　94歳3か月、参議院：市川房枝　87歳8か月27日[注釈 11]
- 最年少選出公選議員　衆議院：原陽子　25歳4か月、参議院：渡辺美知太郎　30歳7か月
- 最多得票当選議員　石原慎太郎　301万2553票（1968年参院選全国区）
- 最低得票当選議員　川本達　11票（1892年衆院選長崎6区、ただし当時は有権者を直接国税15円以上を納付する満25歳以上の男子に限っていた）

## 名誉議員・永年在職議員の称号
国会議員として在職50年を務めて功労ある者に名誉議員の称号を贈る制度があり、尾崎行雄、三木武夫が「衆議院名誉議員」の称号を贈られた。名誉議員は国会議事堂内に胸像が建てられ、また憲政功労年金（2003年廃止）を受け取れた。
また、国会議員として在職25年を務めて功労ある者に永年在職議員の称号を贈る制度がある。永年在職議員には特別交通費が支給されたり、国会内に掲額する肖像画を製作する費用の公費負担が存在したが、特別交通費や国会内に掲額する肖像画の公費負担は2003年4月に廃止となった。

## 国会議員を務めた後に地方議員になる例
一般に政治家は地方議員や地方自治体の首長を務めた後に国会議員となることが多い。逆に国会議員を退いてから地方自治体の首長になることも少なくはないが、地方議会の議員になることも珍しくない。2000年に「地方分権の推進を図るための関係法律の整備等に関する法律（通称：地方分権一括法）が施行され、国家と地方公共団体が名目上では対等な関係となったことから元国会議員が地方議会議員に鞍替え出馬する事例は増えている。
地方議会議員に転身する場合、一括法施行以前の事例も含めかつては工藤万砂美・木内良明・池田隆一・三上隆雄・岸本健・荒巻隆三・田中英夫・鎌田さゆり・百瀬智之・浅野貴博など、大半が都道府県議会議員であったが、政令指定都市議会議員や一般市議会議員に転身する元国会議員も増え始めている。
政令指定都市議会議員では1999年に京都市議会議員選挙に上京区選挙区から立候補して当選した竹内譲・公明党衆議院議員、2011年に岡山市議会議員選挙に中区選挙区から立候補し第1位で当選した熊代昭彦・元自由民主党衆議院議員（元内閣府副大臣）、2015年に名古屋市議会議員選挙に東区選挙区から立候補し当選した佐藤夕子・元民主党衆議院議員らの事例がある。
一般市議会議員及び特別区議会議員では1959年に下館市議会議員に当選した菊池豊・元民主党衆議院議員（元下館市長）、1963年に大田区議会議員に当選した伊藤憲一・元日本共産党衆議院議員、1999年に市川市議会議員に当選した小岩井清・元日本社会党衆議院議員（元千葉県議会議員）、2015年に長久手市議会議員に当選した大島令子・元社会民主党衆議院議員、2017年に千歳市議会議員に立候補し第1位で当選した小林千代美・元民主党衆議院議員（2023年に北海道議会議員選挙に鞍替え出馬し、当選）、2019年に金沢市議会議員に立候補し第1位で当選した田中美絵子・元民主党衆議院議員（2023年に石川県議会議員選挙に鞍替え出馬し、当選）らの事例がある。
しかし供託金が不要であった町村議会議員選挙に国会議員経験者が鞍替えした事例は極めて少ない。1928年の第16回衆議院議員総選挙に旧北海道第5区から立候補し当選した前田政八・元政友会衆議院議員が戦後出身地の佐賀県藤津郡塩田町に帰郷し、同町長を経て町議会議員を務めた事例のほか、1991年に苅田町議会議員選挙に立候補し第1位で当選した尾形智矩・元自由民主党衆議院議員（元苅田町長）、2001年に三朝町議会議員に当選した知久馬二三子・元社会民主党衆議院議員の合わせて3名が異例の転身を果たしている。
元国会議員は総じて知名度が高く、組織票や特定の地域に固い支持基盤がある場合もあり、地方選挙では尾形智矩・熊代昭彦・小林千代美・田中美絵子らのように第1位・高得票当選となる事例も少なくない。大久保潔重・岸本健のように地方議会から地方自治体首長に転じた例もある。とはいえ地方政界にも独自の競争があり、元国会議員であるとはいえ必ずしも地方選挙は楽勝であるとは言い難い。新原秀人・平賀高成・新開裕司・向山好一は国会議員落選後に地方議員転身を果たしているが、元国会議員として臨んだ地方議会議員選挙で落選も経験している。工藤万砂美・三上隆雄は地方議員に転身を果たし任期を務めた後、最終的には落選して政界を引退。尾形智矩・熊代昭彦・百瀬智之・松浪健太のように地方議員には高得票当選したものの、その後自治体首長への転身はならなかった例もある。
さらに伊藤昌弘・井上和雄・大久保三代・笠原多見子・鈴木陽悦・土田龍司・中野渡詔子・中村力・西村正美・橋本勉（2024年、第50回衆議院議員総選挙に立候補するも落選）・畠中光成・原陽子・武藤貴也・山之内毅・山村明嗣・山村健・吉田和子など、地方議会議員への転身が叶わないままの元国会議員も多い。平賀高成のように落選後幾たびも国政復帰を目指すも叶わずすべて敗れ、地方議会議員選挙でも及ばず、計7回落選。国会議員の地位を失ってから15年にしてにしてようやく地方議会議員当選に至った事例や、斉木武志のように地方議会議員への転身叶わず落選した後に衆議院議員に当選し、国政復帰を果たした事例もある（その後2021年の第49回衆議院議員総選挙に立憲民主党から立候補して落選するも、2023年4月、福井県議会議員選挙に無所属で立候補し当選。更に2024年、第50回衆議院議員総選挙に日本維新の会から立候補し当選。再び国政復帰を果たしている）。転身を重ねる元国会議員もおり、新原秀人は国会議員の地位を失ってから神戸市議会議員への転身を果たした後、国政進出前に勤めた兵庫県議会議員への再転身を目指すも落選。百瀬智之は国会議員の地位を失ってから長野県議会議員への転身を果たした後、松本市長選挙に立候補するも落選。さらに東京都議会議員選挙に立候補するも落選したが、自身の松本市長選挙立候補で欠員となった長野県議会議員の補欠選挙に自ら出馬。当選し県議会に復帰している。

### 一覧表
2025年7月5日現在地方議員に在職中の者は名の末尾に「 (現)」、2025年7月5日現在存命の者は名の末尾に「 (存)」を添えた。
| 議員              | 所属政党                                                           | 前職                   | 後職                                                                        | 備考 |
| ----------------- | ------------------------------------------------------------------ | ---------------------- | --------------------------------------------------------------------------- | --- |
| 相沢武彦          | 公明党                                                             | 衆議院議員 →参議院議員 | 北海道議会議員                                                              | |
| 浅野貴博 (現)     | 新党大地                                                           | 衆議院議員             | 北海道議会議員 (自由民主党)                                                 | |
| 荒巻隆三 (現)     | 自由民主党                                                         | 衆議院議員             | 京都府議会議員                                                              | |
| 池田隆一 (存)     | 日本社会党 →民主党                                                 | 衆議院議員             | 北海道議会議員                                                              | 元小樽市議会議員。 |
| 石原洋三郎 (存)   | 民主党 →日本未来の党                                               | 衆議院議員             | 福島市議会議員 (旧国民民主党→無所属)                                        | 2025年、第27回参議院議員通常選挙に立憲民主党から立候補するも落選。 |
| 伊藤憲一          | 日本共産党                                                         | 衆議院議員             | 大田区議会議員                                                              | |
| 井上和久 (存)     | 公明党                                                             | 衆議院議員             | 愛媛県議会議員                                                              | 元松山市議会議員。 |
| 岩下栄一 (現)     | 自由民主党                                                         | 衆議院議員             | 熊本県議会議員                                                              | |
| 大久保潔重 (存)   | 民主党                                                             | 参議院議員             | 長崎県議会議員 (無所属)→諫早市長                                            | |
| 大島令子 (現)     | 社会民主党                                                         | 衆議院議員             | 長久手市議会議員 (無所属)                                                   | |
| 尾形智矩          | 自由民主党                                                         | 衆議院議員             | 苅田町議会議員                                                              | 元苅田町長。 |
| 小原舞 (現)       | 民主党                                                             | 衆議院議員             | 京都府議会議員 (無所属)                                                     | |
| 鍵田忠兵衛        | 自由民主党                                                         | 衆議院議員             | 奈良県議会議員                                                              | 元奈良市長。 |
| 鎌田さゆり (存)   | 民主党                                                             | 衆議院議員             | 宮城県議会議員                                                              | 元仙台市議会議員 (自由民主党)。 2017年、宮城県議会議員を任期途中で辞職し第48回衆議院議員総選挙に無所属で立候補し落選。 2018年、立憲民主党に参加。 2021年、第49回衆議院議員総選挙に立憲民主党から立候補し当選、国政復帰。                                                                                           |
| 木内良明          | 公明党                                                             | 衆議院議員             | 東京都議会議員                                                              | |
| 菊池豊            | 日本自由党 →芦田民主党                                             | 衆議院議員             | 下館市長 →下館市議会議員                                                    | |
| 木倉和一郎        | 自由民主党                                                         | 衆議院議員             | 千葉県議会議員                                                              | 元佐倉市長。元佐倉町長。元佐倉町会議員。 |
| 岸本健 (存)       | 民主党                                                             | 衆議院議員             | 和歌山県議会議員 (自由民主党)→紀の川市長                                    | |
| 工藤万砂美        | 自由民主党                                                         | 参議院議員             | 北海道議会議員                                                              | |
| 熊代昭彦 (存)     | 自由民主党                                                         | 衆議院議員             | 岡山市議会議員 (諸派(市民の党「自由と責任」→自由と責任の会)→無所属)         | |
| 小岩井清          | 日本社会党                                                         | 衆議院議員             | 市川市議会議員 (民主党)                                                     | 元千葉県議会議員 (日本社会党)。 |
| 小林千代美 (現)   | 民主党                                                             | 衆議院議員             | 千歳市議会議員 (民進党→旧立憲民主党→立憲民主党)→北海道議会議員 (立憲民主党) | |
| 小柳冨太郎        | 日本自由党                                                         | 衆議院議員             | 長崎県議会議員                                                              | |
| 斉木武志 (存)     | 民主党 →無所属 →希望の党 →無所属 →日本維新の会                     | 衆議院議員             | 福井県議会議員（無所属）                                                    | 2015年、横浜市会議員選挙に無所属で立候補し落選。 2017年、第48回衆議院議員総選挙に希望の党から立候補し当選、国政復帰。 2021年、第49回衆議院議員総選挙に立憲民主党から立候補し落選。 2023年、福井県議会議員選挙に無所属で立候補し当選。 2024年、第50回衆議院議員総選挙に日本維新の会から立候補し当選、再び国政復帰。 |
| 佐藤夕子 (現)     | 民主党 →減税日本 →日本未来の党                                     | 衆議院議員             | 名古屋市会議員 (減税日本)                                                   | 元愛知県議会議員 (民主党)。 2017年、名古屋市会議員を任期途中で辞職し第48回衆議院議員総選挙に無所属で立候補し落選。 2019年、名古屋市会議員選挙に減税日本から立候補し当選、市政復帰。 |
| 清水誠一 (存)     | 自由民主党                                                         | 衆議院議員             | 帯広市議会議員 (無所属)                                                     | 元北海道議会議員 (自由民主党)。 |
| 新開裕司 (現)     | 自由民主党                                                         | 衆議院議員             | 福岡市議会議員 (参政党)                                                     | |
| 新原秀人 (存)     | 日本維新の会 →維新の党                                             | 衆議院議員             | 神戸市議会議員 (維新の党→無所属→国民民主党)                                 | 元兵庫県議会議員 (自由民主党)。 2019年3月、兵庫県議会議員選挙に神戸市須磨区選挙区から無所属で立候補するも落選。 |
| 高井美穂 (存)     | 民主党                                                             | 衆議院議員             | 徳島県議会議員 (無所属)→三好市長                                            | |
| 高橋英行 (現)     | 民主党                                                             | 衆議院議員             | 愛媛県議会議員 (無所属)                                                     | |
| 竹内譲 (存)       | 公明党 →新進党                                                     | 衆議院議員             | 京都市議会議員 (公明党)                                                     | 2009年の第45回衆議院議員総選挙に公明党から立候補し当選、国政復帰。 |
| 田中英夫 (現)     | 自由民主党                                                         | 衆議院議員             | 京都府議会議員                                                              | 元亀岡市長。 |
| 田中美絵子 (現)   | 民主党                                                             | 衆議院議員             | 金沢市議会議員 (無所属)→石川県議会議員 (無所属)                             | |
| 田沼隆志 (存)     | 日本維新の会 →次世代の党 →自由民主党 →日本維新の会                 | 衆議院議員             | 千葉県議会議員 (自由民主党)                                                 | 元千葉市議会議員 (無所属)。 2024年、第50回衆議院議員総選挙に日本維新の会から立候補し落選。 |
| 谷口和史 (現)     | 公明党                                                             | 衆議院議員             | 神奈川県議会議員                                                            | |
| 辻井民之助        | 日本社会党                                                         | 衆議院議員             | 京都府議会議員                                                              | 元京都市会議員 (社会民衆党)。 |
| 知久馬二三子 (存) | 社会民主党                                                         | 衆議院議員             | 三朝町議会議員                                                              | |
| 長島一由 (存)     | 民主党 →希望の党 →無所属                                           | 衆議院議員             | 逗子市議会議員 (無所属)                                                     | 元逗子市長。元鎌倉市議会議員 (無所属)。 2022年12月、再び逗子市長選挙に立候補するも落選。 |
| 西岡新 (現)       | 日本維新の会 →無所属                                               | 衆議院議員             | 愛媛県議会議員 (無所属)                                                     | |
| 西野弘一 (現)     | 日本維新の会 →次世代の党                                           | 衆議院議員             | 大阪府議会議員 (無所属→大阪維新の会)                                        | |
| 平賀高成          | 日本共産党                                                         | 衆議院議員             | 静岡県議会議員                                                              | 2019年4月、静岡県議会議員選挙落選。 2023年4月、静岡県議会議員選挙落選。 2024年10月、第50回衆議院議員総選挙に立候補するも落選。 |
| 福岡康夫          | 公明党                                                             | 衆議院議員             | 広島県議会議員                                                              | |
| 前田一男 (現)     | 自由民主党                                                         | 衆議院議員             | 北海道議会議員                                                              | 元松前町長。 |
| 前田政八          | 立憲民政党 →立憲政友会                                             | 衆議院議員             | 塩田町長 →塩田町議会議員                                                    | 元北海道会議員・元釧路区会議員・元釧路市会議員。 |
| 松浪健太 (存)     | 自由民主党 →日本維新の会 →維新の党 →おおさか維新の会 →日本維新の会 | 衆議院議員             | 大阪府議会議員 (大阪維新の会)                                               | |
| 真山祐一 (現)     | 公明党                                                             | 衆議院議員             | 福島県議会議員                                                              | |
| 三上隆雄 (存)     | 無所属 (日本社会党)                                                | 参議院議員             | 青森県議会議員 (民主党)                                                     | 元相馬村議会議員 (無所属)。 |
| 三上英雄          | 立憲政友会                                                         | 衆議院議員             | 東京市会議員 →杉並区議会議員 (自由民主党)                                   | |
| 宮崎角治          | 公明党                                                             | 衆議院議員             | 長崎県議会議員                                                              | 元長崎市議会議員。 |
| 宮崎岳志 (現)     | 民主党                                                             | 衆議院議員             | 群馬県議会議員 (日本維新の会)                                               | |
| 宮島大典 (存)     | 自由民主党 →民主党                                                 | 衆議院議員             | 長崎県議会議員 (無所属)→佐世保市長                                          | |
| 向山好一 (存)     | 民主党                                                             | 衆議院議員             | 兵庫県議会議員 (旧国民民主党→国民民主党)                                    | 元神戸市議会議員 (民主党)。 2024年10月、第50回衆議院議員総選挙に国民民主党から立候補し当選、国政復帰。 |
| 百瀬智之 (現)     | 日本維新の会 →維新の党                                             | 衆議院議員             | 長野県議会議員 (維新の党→無所属)                                            | 2020年3月、松本市長選挙に無所属で立候補し落選。 2021年7月、東京都議会議員選挙杉並区選挙区に日本維新の会から立候補し落選。 2021年10月、長野県議会議員補欠選挙に無所属で立候補し当選、県政復帰。 |
| 吉田宣弘 (存)     | 公明党                                                             | 衆議院議員             | 福岡県議会議員                                                              | 2021年2月、衆議院議員に繰り上げ当選、国政復帰。 |
| 渡部一夫 (現)     | 民主党                                                             | 衆議院議員             | 南相馬市議会議員 (民進党→旧立憲民主党→立憲民主党)                           | |